# L'onere della prova
L'onere della prova (The Burden of Proof) è un romanzo di Scott Turow, pubblicato per la prima volta nel 1990. Il libro è stato tradotto in circa quindici lingue, europee e asiatiche.

## Adattamenti
Nel 1992 dal libro è stata tratta una miniserie televisiva, diretta da Mike Robe e interpretata da Héctor Elizondo.

## Collegamenti con altre opere
Turow recupera l'ambientazione della Contea di Kindle dal suo precedente romanzo Presunto innocente; anche i suoi successivi lavori verranno ambientati nello stesso luogo fittizio. Il personaggio dell'avvocato di origine argentina Alejandro "Sandy" Stern, protagonista del libro, era presente anche nel precedente lavoro.

## Edizioni in italiano
- Scott Turow; L'onere della prova, traduzione di Roberta Rambelli, A. Mondadori, Milano 1990
- Scott Turow, L'onere della prova, traduzione di Roberta Rambelli, Arnoldo Mondadori, 1993, ISBN 9788804370635.
- Scott Turow; L'onere della prova, traduzione di Roberta Rambelli, Mondadori, Milano 2020